# براندان كول
براندان كول (بالإنجليزية: Brendan Cole)‏ هو منافس ألعاب قوى أسترالي، ولد في 29 مايو 1981 في ماكاي في أستراليا.

## وصلات خارجية
- براندان كول على موقع الاتحاد الدولي لألعاب القوى (الإنجليزية)
- براندان كول على موقع النتائج التاريخية لألعاب القوى الأسترالية (الإنجليزية)
- براندان كول على موقع اللجنة الأولمبية الدولية (الإنجليزية)
- براندان كول على موقع أوليمبيديا (الإنجليزية)
- براندان كول على موقع اللجنة الأولمبية الأسترالية (الإنجليزية)
- براندان كول على موقع اتحاد ألعاب الكومنولث (مؤرشف) (الإنجليزية)
- براندان كول على موقع دورة ألعاب الكومنولث 2006 (مؤرشف) (الإنجليزية)